# 勒普瓦扎-拉莱里亚
勒普瓦扎-拉莱里亚（法語：Le Poizat-Lalleyriat，法語發音：[lə pwaza lalɛʁja]）是法国安省的一个市镇，属于楠蒂阿区。该市镇于2016年由原市镇勒普瓦扎和拉莱里亚合并而成。

## 地理
勒普瓦扎-拉莱里亚（46°8'42.0"N, 5°41'46.0"E）面积33.15 平方千米，位于法国奥弗涅-罗讷-阿尔卑斯大区安省，该省份为法国东部省份，北起汝拉省，西北接索恩-卢瓦尔省，西接罗讷省和里昂大都会，南至伊泽尔省，东与萨瓦省、上萨瓦省和瑞士接壤。
与勒普瓦扎-拉莱里亚接壤的市镇（或旧市镇、城区）包括：沙里、圣日耳曼德茹、瓦尔瑟罗讷、莱内罗勒、上瓦尔罗梅。
勒普瓦扎-拉莱里亚的时区为UTC+01:00、UTC+02:00（夏令时）。

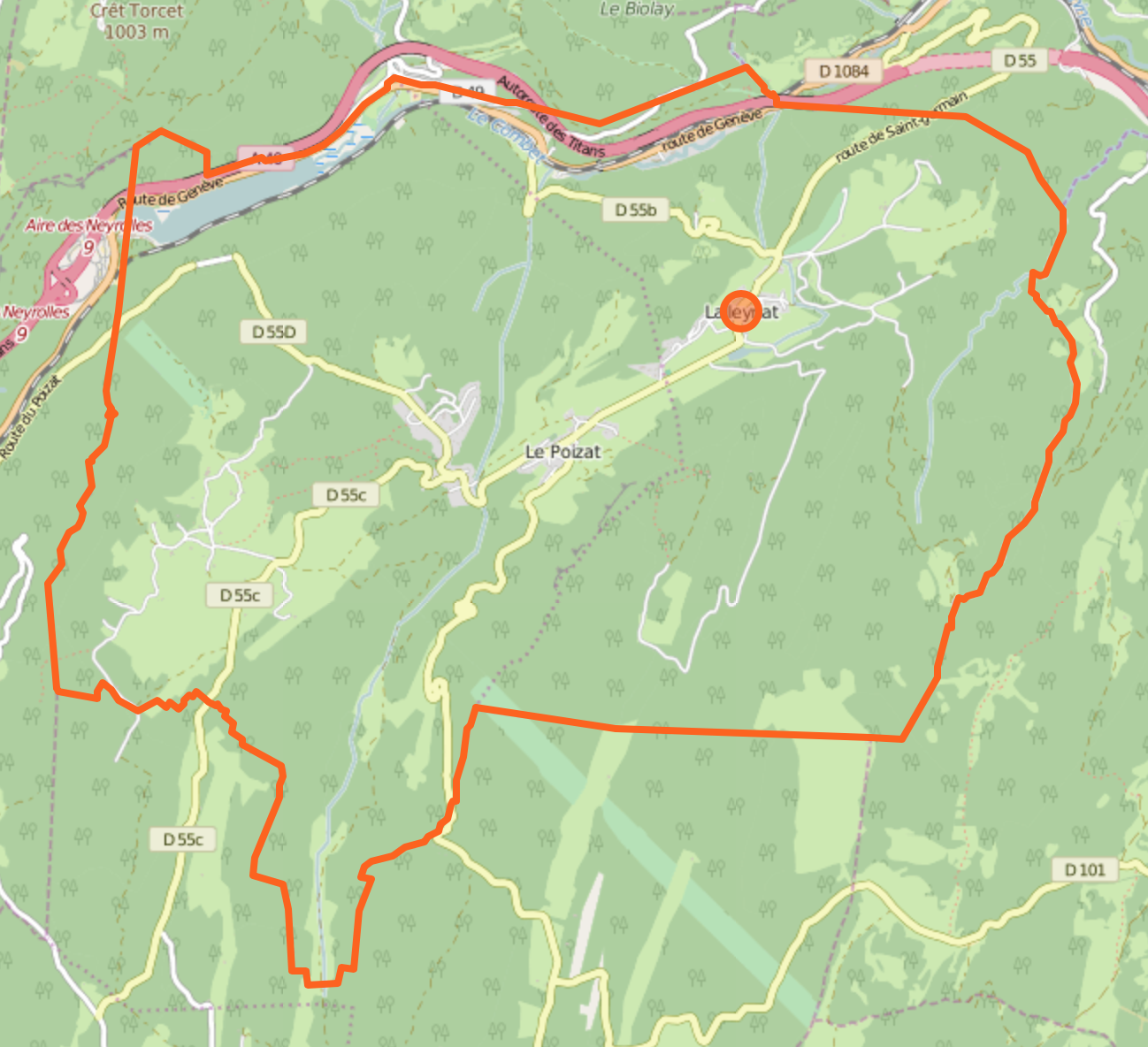
勒普瓦扎-拉莱里亚的OSM定位图

## 行政
勒普瓦扎-拉莱里亚的邮政编码为01130，INSEE市镇编码为01204。

## 政治
勒普瓦扎-拉莱里亚所属的省级选区为楠蒂阿县。

## 人口
勒普瓦扎-拉莱里亚于2022年1月1日时的人口数量为740人。